# Amphoe Phop Phra
Amphoe Phop Phra (thailändisch อำเภอ พบพระ) ist ein Landkreis (Amphoe – Verwaltungs-Distrikt) in der Provinz Tak. Die Provinz Tak liegt in der Nordregion von Thailand.

## Geographie

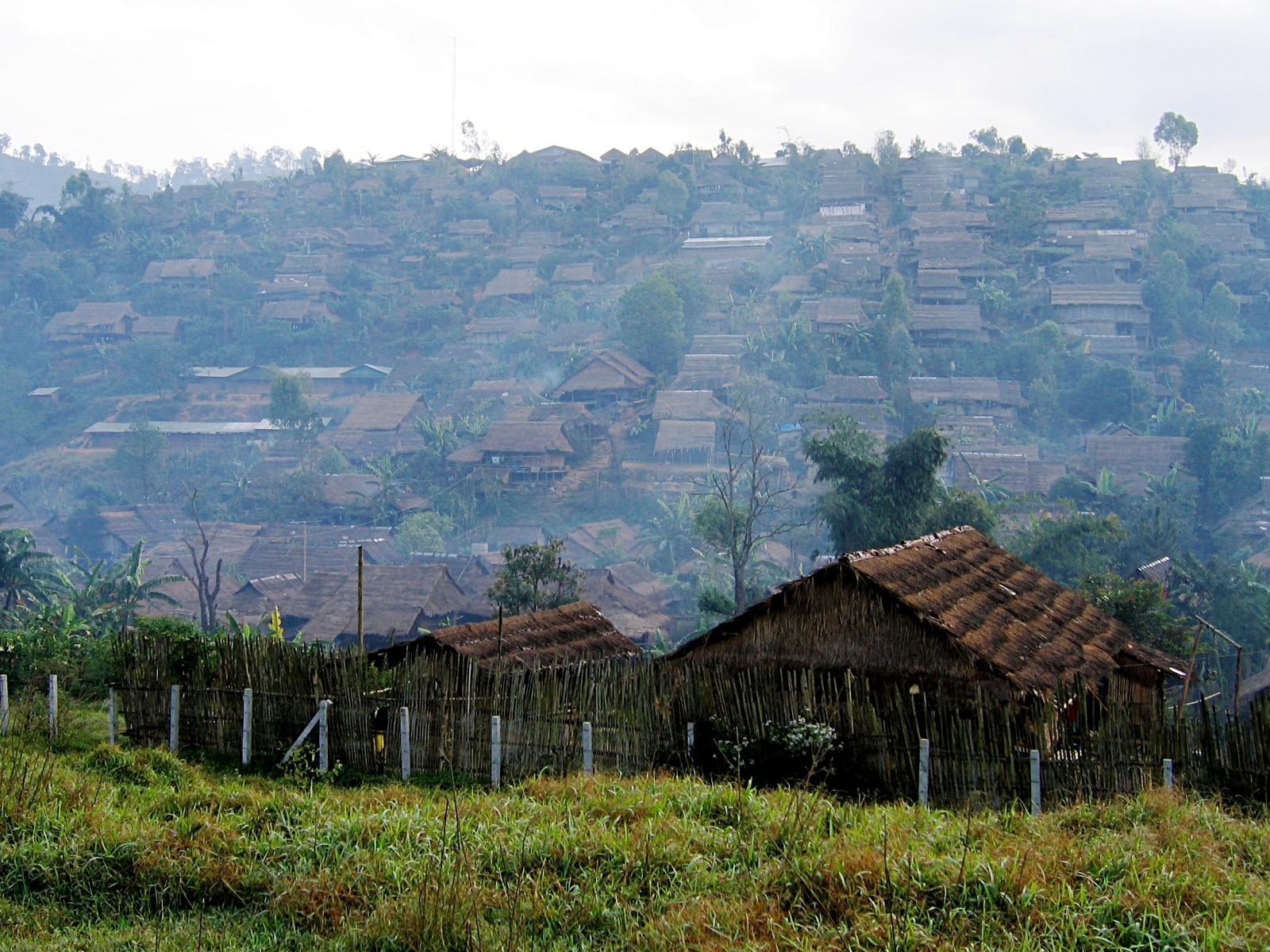
Um-Piam-Flüchtlingslager

Der Landkreis Phop Phra liegt im Westen der Provinz Tak und grenzt an die Provinz Uthai Thani und an Myanmar.
Amphoe Phop Phra liegt im Westen der Provinz Tak und grenzt vom Norden aus im Uhrzeigersinn aus gesehen an die Amphoe Mae Sot, Mueang Tak und Wang Chao in der Provinz Tak, an Amphoe Ban Rai in der Provinz Uthai Thani, Amphoe Umphang in der Provinz Tak sowie im Westen an den Kayin-Staat in Birma.
Eine wichtige Fluss im Landkreis ist der Maenam Moei (Moei-Fluss).

## Geschichte
Das Gebiet von Phop Phra war ursprünglich die Tambon Chong Khaep in der Amphoe Mae Sot. Aufgrund der Größe der Amphoe und wegen der kommunistischen Aufständischen in der Gegend errichtete die Regierung eine eigenständige Verwaltung. Am 1. April 1977 wurden die Tambon Phop Phra, Chong Khaep und Khiri Rat gebildet, die zu einem Kleinbezirk (King Amphoe) zusammengefasst wurden.
Am 3. März 1987 wurde dieser Kleinbezirk zu einer Amphoe hochgestuft.

## Sehenswürdigkeiten
- Nationalpark Namtok Pha Charoen (Thai: อุทยานแห่งชาติน้ำตกพาเจริญ) – 855 km² großer Nationalpark mit dem 100-stufigen Pawai-Wasserfall (น้ำตกป่าหวาย) und dem 97-stufigen Pha-Charoen-Wasserfall (น้ำตกพาเจริญ), der auch den Namen für den Park lieferte.

## Verwaltung

### Provinzverwaltung
Amphoe Phop Phra besteht aus 5 Unterbezirken (Tambon), die weiter in 52 Dörfer (Muban) gegliedert sind.
| Nr. | Name                | Thainame   | Muban | Einw.  |
| --- | ------------------- | ---------- | ----- | ------ |
| 1.  | Phop Phra           | พบพระ      | 09    | 12.541 |
| 2.  | Chong Khaep         | ช่องแคบ     | 14    | 10.158 |
| 3.  | Khiri Rat           | คีรีราษฎร์    | 11    | 18.657 |
| 4.  | Wale                | วาเล่ย์      | 07    | 07.446 |
| 5.  | Ruam Thai Phatthana | รวมไทยพัฒนา | 11    | 12.823 |

### Lokalverwaltung
Phop Phra (Thai: เทศบาลตำบลพบพระ) ist eine Kleinstadt (Thesaban Tambon) im Landkreis, sie besteht aus Teilen des Tambon Phop Phra.
Außerdem gibt es fünf „Tambon Administrative Organizations“ (TAO, องค์การบริหารส่วนตำบล – Verwaltungs-Organisationen) für die Tambon im Landkreis, die zu keiner Stadt gehören.